# Simpang Peut (Arongan Lambalek)
Simpang Peut is een bestuurslaag in het regentschap Aceh Barat van de provincie Atjeh, Indonesië. Simpang Peut telt 800 inwoners (volkstelling 2010).